# Gwardamanġa
Gwardamanġa (czasami pisane Guardamangia lub Gwarda Mangia) – osada w granicach miejscowości Pietà na Malcie.

## Historia
Udokumentowane dowody pokazują, że pierwsi mieszkańcy zaczęli się osiedlać na nisko położonym terenie dzisiejszej Pietà na początku lat 70. XVI wieku. Pietà rozwinęła się na dolnym końcu głębokiej doliny, dawniej znanej jako „Wied il-Qasab”, co dosłownie oznacza Dolinę Trzcin. Ta naturalna dolina znajduje się w dalekiej wewnętrznej części portu Marsamxett. Gwardamanġa wyrosła na cyplu, dawniej znanym jako „Il-Qortin” (co oznacza dokładnie cypel), który góruje nad doliną po lewej stronie. Ten przylądek znajduje się około sześćdziesięciu metrów nad poziomem morza. Pod koniec lat 20. XX wieku nastąpiła zmiana, która bezpośrednio przyczyniła się do rozwoju górnej części miejscowości, popularnie nazywanej Guardamangia ze względu na jedną z wielu obecnych willi. Tak się złożyło, że cypel z widokiem na Pietà został wybrany przez rząd brytyjski jako miejsce, na którym miał zostać zbudowany szpital ogólny Malty. Przyjął on nazwę szpitala św. Łukasza i powstał w latach 1930–1937. Infrastruktura związana z budynkiem i prowadzeniem szpitala bezpośrednio przyczyniły się do szybkiej urbanizacji całego obszaru, a populacja zaczęła rosnąć, łącząc w jedno miasto wioskę Pietà i osadę Guardamanġa.

## Znamienne budynki
- Kościół Matki Bożej Fatimskiej – kościół parafialny
- Szpital św. Łukasza – dawny ogólny szpital publiczny na Malcie
- Villa Guardamangia – dawny dom królowej brytyjskiej Elżbiety II
- Rediffusion House – budynek mieszczący w latach 60. XX wieku stację telewizji maltańskiej

## Zarządzanie
Gwardamanġa pozostaje integralną częścią rady lokalnej Tal-Pietà, jednak ma własną administrację w postaci Gwardamanġa Administrative Committee.